# Majiadian
Majiadian (kinesiska: 马家店街道, 马家店) är en socken i Kina. Den ligger i provinsen Hubei, i den centrala delen av landet, omkring 240 kilometer väster om provinshuvudstaden Wuhan. Antalet invånare är 132746. Befolkningen består av 67 414 kvinnor och 65 332 män. Barn under 15 år utgör 11,0 %, vuxna 15-64 år 80 %, och äldre över 65 år 7,0 %.
Genomsnittlig årsnederbörd är 1 313 millimeter. Den regnigaste månaden är maj, med i genomsnitt 197 mm nederbörd, och den torraste är december, med 17 mm nederbörd.